# Elizabeth Fetterhoff
Elizabeth Ann Fetterhoff (DeLand, Florida, 7 de diciembre de 1981) es una política estadounidense. Afiliada al Partido Republicano, entre 2018 y 2022 sirvió en la Cámara de Representantes de Florida en representación del distrito 26.

## Primeros años y educación
Fetterhoff es hija de Roy Schleicher, un expolítico, y de Senta Goudy, una ex reportera.
En 2009, Fetterhoff se graduó con una licenciatura en ciencias políticas de la Universidad Estatal de Florida.

## Carrera
Fetterhoff sirvió en la Guardia Nacional del Ejército de Florida. Fetterhoff fue asistente legislativo de la senadora Dorothy Hukill. Fetterhoff es también directora de asuntos gubernamentales de la Junta de Agentes Inmobiliarios de New Smyrna Beach.
Fetterhoff derrotó por poco a Michael Cantu el 28 de agosto de 2018 en las primarias republicanas, ganando por solo 81 votos. En las elecciones generales del 8 de noviembre de 2018, Fetterhoff derrotó por poco al titular, Patrick Henry, por solo 61 votos, en un margen que desencadenó un recuento manual.
Después de la redistribución de distritos en 2020, el escaño de Fetterhoff fue rediseñado y la mayoría de sus electores estaban en el distrito 29. Se postuló para el escaño del distrito 29, compitiendo contra Webster Barnaby. Fue derrotada en las primarias republicanas el 23 de agosto de 2022.

## Resultados electorales

### Cámara de Representantes de Florida
|  | 50.05 % |

|  | 53.06 % |